# Karl Grunewald
Karl-Reinhard Grunewald, född 5 april 1921 i Oskarström, Slättåkra församling, Hallands län, död 15 juni 2016 i Saltsjö-Duvnäs, Nacka församling, Stockholms län, var en svensk barnpsykiater, professor, verksam vid Socialstyrelsen 1961–86 som överinspektör, medicinalråd och chef för byrån för handikappfrågor.

## Biografi
Grunewald blev medicine licentiat vid Lunds universitet 1948 och innehade olika läkarförordnanden 1949–1956. Han var lärare i psykologi vid Lunds universitet 1955–1957, var chef för Kristianstads läns psykiska barna- och ungdomsvård 1956–1961, överinspektör för vården av psykiskt efterblivna med flera 1961–1967, rådgivande psykiater vid Socialstyrelsen 1961–1967, medicinalråd och byråchef där 1968 och var chef för byrån för handikappfrågor 1981–1986.
Han var ledamot vid direktionen för Allmänna Barnhuset 1962–1988, expert i statliga kommittéer och utredningar, ledamot av Världshälsoorganisationens (WHO) expertkommitté 1968–1983, ordförande i Riksförbundet Hem och Skola 1972–1976 och ledamot av LL-stiftelsen från 1987. Han skrev skrifter i psykologi och psykiatri samt var huvudredaktör för tidskriften Psykisk utvecklingshämning 1962–1987.
Grunewald var en drivande kraft i strävan att förbättra de psykiskt utvecklingsstördas livsvillkor genom att bekämpa institutionsvård och verka för att utvecklingsstörda ska leva tillsammans med andra i samhället.

## Utmärkelser
- 1985 – Medicine hedersdoktor vid Lunds universitet[5]
- 1990 – Allmänna Barnhusets stora pris för ”sin banbrytande insats för att förbättra de utvecklingsstörda barnens villkor”[6]
- 1993 – Regeringens utmärkelse "Professors namn"[7]

## Familj
Grunewald var son till ingenjör Eduard Grunewald och Else Feldmann. Han gifte sig 1951 med Elsa Kristina Larsson (född 1923), dotter till köpmannen Viktor Larsson och Elin Gezelius.

## Citat
Grunewald skrev bland annat:
| ”                      | Utvecklingsstörd är den som på grund av avsevärd nedsättning av förståndsfunktionerna (begåvningen), vilken har uppstått under utvecklingsperioden, har svårt att anpassa sig till omgivningen | „ |
| – Karl Grunewald, 1977 | |   |